# (125) Liberatrix
(125) Liberatrix és un asteroide que forma part del cinturó d'asteroides i que va ser descobert per Prosper Mathieu Henry l'11 de setembre de 1872 des de l'observatori de París, França. Possiblement rep el nom en record de l'alliberament de França en temps del descobriment.

## Característiques orbitals
Liberatrix orbita a una distància mitjana del Sol de 2,744 ua, i pot apropar-se fins a 2,526 ua i allunyar-se fins a 2,961 ua. Té una excentricitat de 0,07932 i una inclinació orbital de 4,658°. Empra a completar una òrbita al voltant del Sol 1.660 dies.